# 盛岡貨運站
盛岡貨運站（日语：／ Morioka-kamotsu-tāminaru eki */?）是一由日本貨物鐵道（JR貨物）所經營的鐵路車站，位於日本岩手縣盛岡市。盛岡貨運站是JR貨物與JR東日本共用的東北本線沿線之貨運專用站，管轄上位於JR貨物關東支社的範圍之內，是北東北與岩手地區最重要的貨物轉運中心之一。
盛岡貨運站主要的營業項目包括貨櫃貨運與車攜貨運（車扱貨物）的收發。在貨櫃運輸方面，站內設有符合JR標準規格的12呎、20呎與30呎貨櫃之裝卸設施，而處理的貨品種類則從農作物、建築資材到化工產品、事業廢棄物等皆有，包羅萬象。至於車攜貨運方面，則主要是處理要送往同樣設在站區內的日本石油總站（日本オイルターミナル）盛岡營業所之汽油之類的石油製品。

## 可利用路線
- 東日本旅客鐵道（JR東日本）
  - 東北本線

## 外部連結
- （日語）盛岡貨運站（JR貨物）